# Symfonie nr. 2 (Maslanka)
Symfonie nr. 2 is een compositie voor harmonieorkest van de Amerikaanse componist David Maslanka uit 1985. Het werk is gecomponeerd in opdracht van de Big Ten Band Directors Association. De componist kreeg de voorwaarden een groot werk voor volledig bezet harmonieorkest zonder technische beperkingen te schrijven. De gecombineerde harmonieorkesten Symphonic Band en Symphonic Wind Ensemble of Northwestern University onder leiding van John P. Paynter  verzorgden de première van het werk tijdens de jaarlijkse conventie van de College Band Directors National Association (CBDNA), in 1987 in Evanston (Illinois).
Het werk werd op cd opgenomen door zowel de Illinois State University Wind Symphony a;s het University of Massachusetts Amherst Wind Ensemble.